# Emanuel Karim III Delly
Mar Emanuel Karim III Delly, także Emmanuel III Delly (ur. 27 września 1927 w Tall Kajf, zm. 8 kwietnia 2014 w San Diego) – iracki duchowny katolicki, chaldejski patriarcha Babilonu w latach 2003-2012, kardynał od 2007.

## Życiorys
Ukończył teologię na Papieskim Uniwersytecie Urbanianum i prawo kanoniczne na Papieskim Uniwersytecie Laterańskim. Na Urbanianum uzyskał licencjat z filozofii. Święcenia kapłańskie przyjął 21 grudnia 1952 w Papieskim Kolegium Urbanianum. W 1960 powrócił do Bagdadu i został sekretarzem patriarchy.
7 grudnia 1962 został mianowany biskupem (tyt. Paleopoli) w Azji i sufraganem patriarchy Pawła II Cheikha. Święcenia biskupie przyjął 19 kwietnia 1963 z rąk owego patriarchy. Najpierw jako ekspert, a potem biskup uczestniczył w Soborze Watykańskim II.
6 maja 1967 został arcybiskupem tytularnym Kaškaru, pozostając jednocześnie sufraganem chaldejskiego patriarchy Babilonii.
Był konsultorem Komisji ds. Rewizji Kodeksu Prawa Kanonicznego Kościołów wschodnich i Komisji ds. Relacji z Islamem przy Sekretariacie ds. Niechrześcijan (dziś: Papieska Rada ds. Dialogu Międzyreligijnego). Na początku grudnia 2003, kiedy w Iraku od 8 miesięcy trwała wojna, Jan Paweł II zwołał w Watykanie Synod Biskupów Kościoła chaldejskiego, który obradował pod przewodnictwem kard. Ignace'a Moussy I Dauda, ówczesnego prefekta Kongregacji dla Kościołów Wschodnich, i 3 grudnia wybrał Emmanuela Delly'ego na Patriarchę Babilonii. Tego samego dnia decyzja synodu została zatwierdzona przez Papieża. Nowy Patriarcha, który stał się ipso facto przewodniczącym zgromadzenia irackich biskupów katolickich, potwierdził wierność Kościoła chaldejskiego Następcy Piotra i zapewnił, że będzie zabiegał o jedność Kościoła, którego sytuacja na Bliskim Wschodzie, a zwłaszcza w Iraku jest niełatwa. 21 grudnia odbył się ingres do katedry patriarchalnej św. Józefa w Bagdadzie.
Od 8 do 12 grudnia 2005 Patriarcha przewodniczył w Rzymie obradom Specjalnego Synodu Biskupów Chaldejskich.
17 października 2007 został nominowany przez papieża Benedykta XVI na kardynałem, natomiast na konsystorzu z dnia 24 listopada 2007 otrzymał biret kardynalski.
W grudniu 2012 złożył rezygnację z funkcji patriarchy. Jego następcą na tronie patriarszym został Louis Raphaël I Sako.